# Ihr Junge (1931)
Ihr Junge ist ein 1930 entstandenes, deutsch-österreichisch-tschechisches Filmmelodram von und mit Friedrich Feher. Die weibliche Hauptrolle spielt seine Ehefrau Magda Sonja die Titelrolle beider Sohn Hans Feher. Der Film lehnt sich an einen Roman von Leo Tolstoi an.

## Handlung
Der Gutsbesitzer Michowski mit seiner Frau Slava und ihrem Jungen bewohnen ein großes Anwesen. Eines Tages lädt er mehrere, ausschließlich männliche Gäste in das schlossähnliche Gebäude ein, wo Musik gespielt und Wein in Hülle und Fülle getrunken wird. Die einzige anwesende Dame ist Slava, die der Gutsherr nötigt, sich den ganzen Abend den Gästen auszuliefern und für sie zu singen. Bald sind alle Kerle derart beschwipst und beginnen zu johlen, sodass Slavas feinsinniges Volksliedgut in dem allgemeinen Gegröle untergeht. Slava hat genug von diesen widerwärtigen Typen und verlässt vermeintlich unbemerkt den Festsaal. Als ihr Mann Slavas Verschwinden bemerkt, geht er ihr bis ins Schlafzimmer nach, gefolgt von seinen Gästen. Hier zwingt er seine Gattin sich zu entblößen, auf dass jeder der betrunkenen Kerls sehe, wie attraktiv seine Slava ist. Das ist definitiv zu viel für die Frau, die sich nun dem tyrannischen Gatten entzieht, ihren kleinen Jungen mit sich nimmt und in die kalte Winternacht entschwindet.
Sieben Jahre sind seitdem vergangen. Slava hat mit schwerer Arbeit für sich und ihr Kind eine kleine Existenz in Prag aufgebaut und lebt beengt in einer Mietskaserne am Rande der Metropole. Die Arbeit als Animierdame in einem Nachtlokal liegt ihr überhaupt nicht, doch das Einzige, was für sie zählt, ist, dass ihr Sohn Jenicek versorgt ist. Und so spart Slava jeden Groschen für ihren Jungen. Der wird während ihrer Abwesenheit von einer Bäuerin aufgezogen. Eines Tages verliert Slava das erwirtschaftete Geld für die Bäuerin auf der Fahrt zu ihrem Jungen. Ein Vagabund findet die beträchtliche Summe und begibt sich sogleich in ein Wirtshaus. Dort fällt es natürlich auf, dass ein Landstreicher über so viel Geld verfügt, und man benachrichtigt die Polizei. Slava hat derweil Glück im Unglück: Ein Mann, der erkennt, dass es ihr schlecht geht, gibt Slava Geld, doch gerät sie bei einer Polizeirazzia im Nachtlokal in staatlichen Gewahrsam. Jenicek hat die Nase voll von der unfreundlichen Bäuerin und verlässt deren Hof. Auf der Suche nach seiner Mutter findet er die vorübergehend im Gefängnis einsitzende Slava an ihrem alten Arbeitsplatz erwartungsgemäß nicht an.
Jeniceks Mutter wird schließlich auf freien Fuß gesetzt, und sogleich macht sie sich auf die Suche nach ihrem Jungen, nachdem sie erfahren hat, dass dieser vom Bauernhof weggelaufen ist. Sie sucht und sucht, findet ihren Jungen jedoch nicht. Stattdessen erleidet Slava offensichtlich eine Lungenentzündung und bekommt hohes Fieber. Der Vagabund, der zu Unrecht in den Besitz von Slavas Geld gekommen war, erreicht die Stadt und auch die Bar, wo die Mutter einst arbeitete. Dort sieht er ihren Jungen sitzen, verzweifelt in der Hoffnung, dass seine Mutter eines Tages zurückkehren wird. Gemeinsam betreten sie das Nachtlokal, wo der Landstreicher das Publikum mit seinem Geigenspiel verzückt. Einst war der Vagabund nämlich ein bekannter Künstler, der sozial abgestiegen ist. Man bietet dem Gefallenen beruflich Hilfe an, doch der Landstreicher will sich lieber um den Jungen kümmern, den er für talentiert hält. Auch Slava, die mittlerweile zurückgefunden hat, hört dem Geigenspiel andächtig zu und sackt schließlich, von der Krankheit geschwächt, tot in sich zusammen. Niemand, auch nicht ihr Sohn, hat etwas davon bemerkt.

## Produktionsnotizen
Ihr Junge entstand 1930 im Filmstudio Barrandov in Prag und wurde in der tschechischen Version am 23. September 1930 uraufgeführt. Die Premiere der deutschen Fassung fand am 27. Februar 1931 in Berlins Theater am Nollendorfplatz statt. Der Premierenerlös wurde dem Berliner Waisenhaus zugedacht. In Wien konnte man den Streifen ab dem 31. Juli 1931 in gleich neun Kinos begutachten.

## Kritik
Die Österreichische Film-Zeitung schrieb: „Dieser Film … ist vor allem bemerkenswert durch den Darsteller der Titelrolle, den kleinen Hans Fehér, der sich als Filmkind von seltener schauspielerischer Begabung erweist und durch seine kindliche Natürlichkeit und Unbefangenheit das Interesse auf sich zu konzentrieren versteht.“
Berlins Starkritiker Siegfried Kracauer hingegen bemängelte 1931 die hemmungslose Sentimentalität des Films, die einzig daraufhin abziele, den kleinen Hans Feher dem Publikum vorzustellen. Dies könne nicht als Entschuldigung dafür herhalten, auf sittenwidrige Weise dessen Unschuld zu instrumentalisieren, um düstere technische Effekte zu erzielen.